# Pepszin
A pepszin a gyomor fehérjebontó enzimje. Gyenge, jellegzetes szagú, édeskés-sós ízű fehér vagy sárgásfehér por. Molekulasúlya 34 500, 19 különböző aminosavból áll. A peptidláncot azokon a helyeket hasítja, ahol fenil-alanin, tirozin, leucin, aszparaginsav vagy glutaminsav egységek fordulnak elő. Csak kevés fehérje áll ellen a pepszinnek, pl. a fibroin és a mucin a gyomor nyálkahártyájában, melyek így meggátolják a gyomor önemésztését. A fehérjebontás eredménye egy peptidkeverék 600–3000 közötti molekulatömeggel.
A pepszin a gyomor fősejtjei által termelt pepszinogénből keletkezik. Savanyú proteáz (fehérjebontó enzim), pH-optimuma 1–2 között van, melyet a gyomor sósavkiválasztása biztosít. Hőmérsékletoptimuma a testhőmérséklet (37 °C). Iparilag vágóállatok (juh, sertés, borjú) gyomornyálkahártyájából vonják ki vizes alkohollal vagy glicerinnel, majd répacukorral vagy laktózzal (tejcukorral) állítják be a megfelelő hatásértékét. A pepszinkészítményeket emésztési elégtelenség, étvágytalanság ellen adják.
A pepszin név a görög pepszisz (πέψις = emésztés) szóból származik.